# Classe Indiana
Les navires de la classe Indiana furent les premiers cuirassés mis en service par l'United States Navy qui soient comparables aux navires européens comme le HMS Hood. Commandés en 1890 et lancés entre novembre 1895 et avril 1896, ils étaient relativement petits avec un important blindage et une artillerie qui ouvrait la voie aux batteries intermédiaires. Conçus pour la défense côtière, leur franc-bord était trop bas pour qu'ils puissent affronter la haute-mer. Leurs tourelles manquaient de contrepoids et leurs ceintures blindées étaient placées trop bas pour pouvoir être efficace en toutes circonstances.
Les trois cuirassés furent nommés USS Indiana, Massachusetts et Oregon. Ils servirent tous les trois dans la guerre hispano-américaine même si l'USS Oregon, stationné sur la côte Ouest des États-Unis, dut contourner l'Amérique du Sud pour rejoindre la côte Est. Après la guerre ce dernier retourna dans la Pacifique et participa à la guerre américano-philippine et à la révolte des Boxers tandis que ses sister-ships étaient affectés à des missions d'entraînement dans l'océan Atlantique. Après 1903, les cuirassés obsolètes furent retirés et remis en service à plusieurs reprises. Lors de la Première Guerre mondiale, les USS Indiana et Massachusetts servirent de navires-écoles tandis que l'USS Oregon escorta les transports de troupes pendant l'intervention américaine en Sibérie.
En 1919, les trois cuirassés furent retirés du service pour la dernière fois. L'USS Indiana fut coulé dans des eaux peu profondes alors qu'il servait pour des essais d'explosifs et fut vendu pour la ferraille en 1924. L'USS Massachusetts fut sabordé au large de Pensacola en 1920 pour servir de cible d'artillerie. L'épave ne fut jamais démolie et fait maintenant partie du Florida Underwater Archaeological Preserves. L'USS Oregon fut initialement transformé en navire musée mais fut par la suite vendu pour être démoli durant la Seconde Guerre mondiale. Le démantèlement fut néanmoins stoppé et la coque dépouillée servit de transport de munitions lors de la bataille de Guam en 1944. La carcasse fut finalement démolie en 1956.

## Contexte
La classe Indiana était très controversée au moment de son approbation par le Congrès des États-Unis. Un comité convoqué par le secrétaire à la Marine Benjamin Tracy proposa un ambitieux plan de construction navale sur 15 ans le 16 juillet 1889, trois ans après l'autorisation des USS Maine et Texas. Le plan prévoyait la construction de 10 cuirassés de 1er rang possédant une vitesse maximale de 17 nœuds (31 km/h) et un rayon d'action de 10 000 km à la vitesse de 10 nœuds (19 km/h). Ces navires de haute mer étaient envisagés comme une possible flotte de dissuasion capable d'attaquer les ports ennemis et d'empêcher les navires adverses de trop s'éloigner de leurs bases. 25 navires de 2e rang à faible rayon d'action devaient assurer la défense côtière des États-Unis dans l'Atlantique et le Pacifique et soutenir les grands cuirassés. Avec un rayon d'action de 5 000 km à 10 nœuds (19 km/h) et un tirant d'eau de 7 m, ils pourraient naviguer depuis le fleuve Saint-Laurent au nord jusqu'aux îles du Vent et le Panama au sud et pourraient atteindre tous les ports du sud des États-Unis,.
Il fut également proposé, probablement pour des raisons financières, que les navires à court rayon d'action soient répartis en trois sous-classes. La première composée de huit navires de 8 100 t emporterait quatre canons de 13 pouces (330 mm), la seconde de dix navires de 7 200 t avec quatre canons de 12 pouces (305 mm) et la troisième de cinq navires de 6 100 t avec deux canons de 12 pouces et deux de 10 pouces (254 mm). Les deux cuirassés déjà en construction, les USS Texas et Maine se trouveraient dans cette dernière catégorie. De plus, 167 navires plus petits dont des croiseurs, des torpilleurs et des béliers cuirassés devaient être construits pour un coût total de 281,55 millions de dollars, ce qui était approximativement égal à la somme des budgets de la Marine américaine durant les 15 années précédentes (en proportion du PIB, ce coût est équivalent à 282 milliards de dollars de 2011).
Le Congrès était peu favorable à ce plan qui semblait marquer la fin de la politique isolationniste américaine et le début de l'impérialisme. Même les partisans d'une expansion de la marine étaient réticents ; le sénateur Eugene Hale craignait que du fait de l'ampleur du plan proposé, la loi entière serait rejetée et qu'aucun navire ne serait construit. Cependant, en avril 1890, la chambre des représentants approuva la construction de trois cuirassés de 8 100 t. Benjamin Tracy, soucieux d'apaiser les tensions au sein du Congrès, avança que ces navires étaient tellement performants que 12 seulement seraient nécessaires au lieu des 35 prévus par le plan initial. Il réduisit également les coûts de fonctionnement de la Marine en cédant les monitors complètement obsolètes datant de la guerre de Sécession aux milices navales opérées par les États. Ce transfert fut approuvé par le Sénat et finalement la construction de trois cuirassés à court rayon d'action (la classe Indiana), un croiseur et un torpilleur fut autorisée le 30 juin 1890,.

## Conception

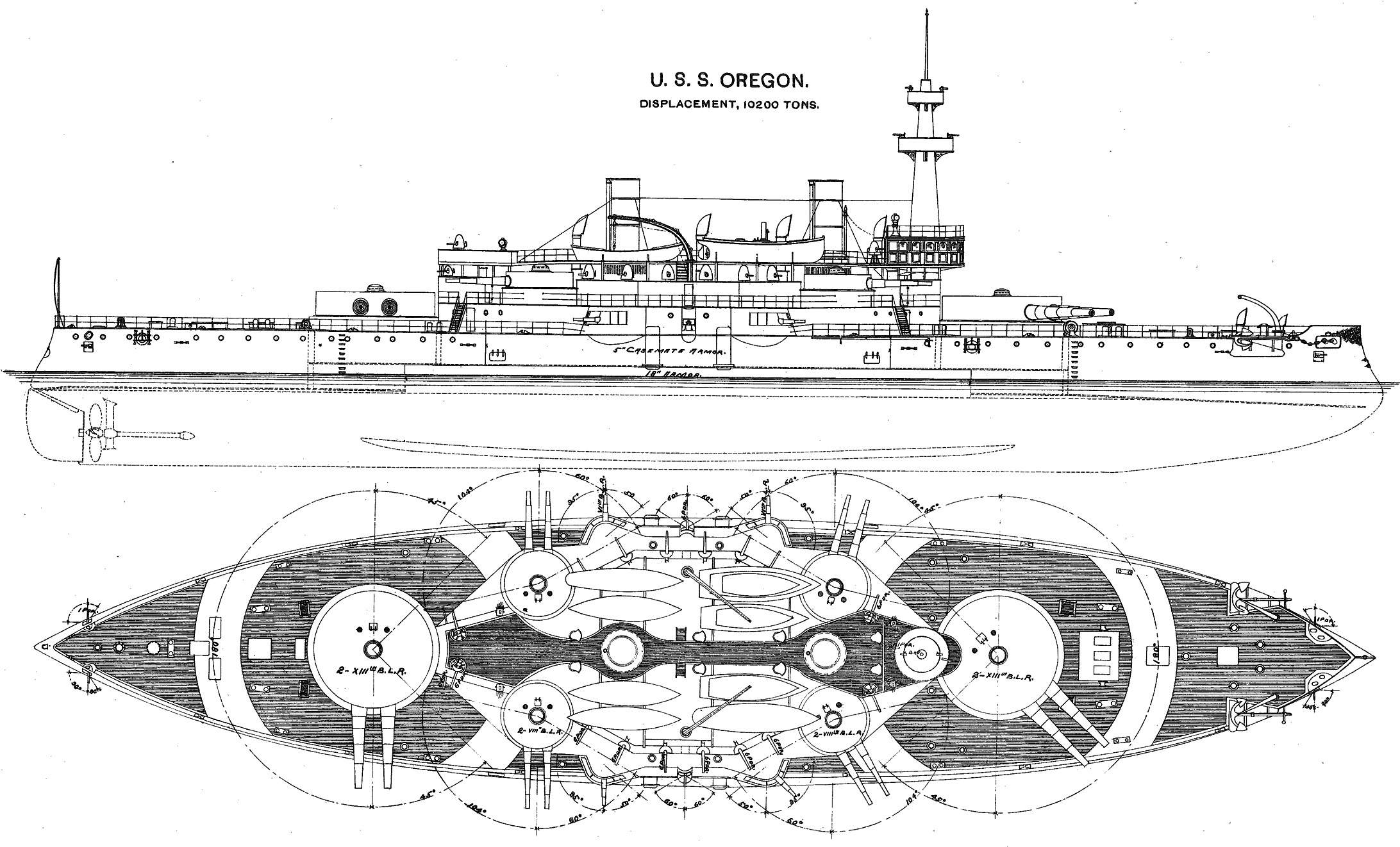
Profils de l'USS Oregon avec l'emplacement et le champ de tir des canons

### Caractéristiques générales
Les navires de la classe Indiana étaient conçus spécifiquement pour la défense côtière et non pour des actions offensives. Ce rôle était reflété par leur rayon d'action limité, leur déplacement relativement faible et par le franc-bord assez bas qui limitait les capacités en haute mer. Ils étaient cependant lourdement armés et protégés, tellement en fait que l'encyclopédie maritime Conway's All The Worlds Fighting Ships les décrit comme « une tentative excessive sur un déplacement très limité ». Ils ressemblaient au HMS Hood mais étaient 18 m plus courts et déployaient une artillerie intermédiaire composée de huit canons de 203 mm qui n'étaient pas utilisés en Europe ; cela leur offrait une puissance de feu très respectable pour l'époque.
Le dessin initial de la classe Indiana prévoyait une quille de roulis mais elle fut supprimée au moment de la construction car aucune cale sèche américaine ne pouvait la réaliser. Cela réduisit la stabilité et causa un sérieux problème sur l'USS Indiana lorsque les deux tourelles principales brisèrent leurs accroches lors d'une tempête un an après son lancement. Comme les tourelles n'étaient pas équilibrées, elles balancèrent d'un côté et de l'autre avec les mouvements du navire jusqu'à ce qu'elles soient bloquées par des cordes. Lorsque le navire rencontra une tempête quatre mois plus tard, il fit rapidement route vers un port de peur que les accroches ne cèdent à nouveau. Cela convainquit la Marine qu'une quille de roulis était nécessaire et par la suite trois navires de la classe en furent équipés.

### Armement

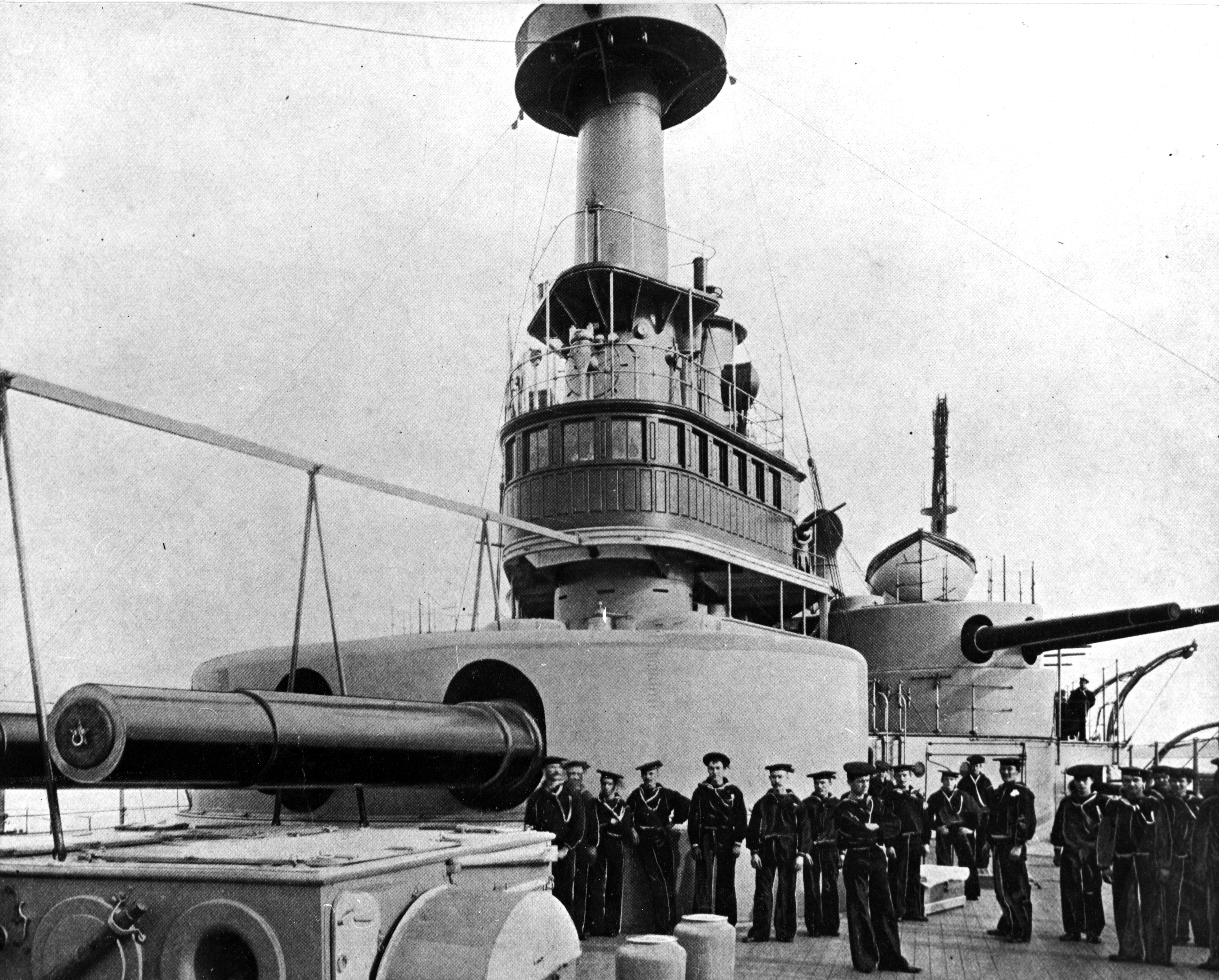
Gaillard d'avant de l'USS Indiana montrant sa tourelle de 330 mm et une tourelle de 203 mm à l'arrière.

Étant donné leur déplacement limité, la classe Indiana disposait d'un armement impressionnant pour l'époque : quatre canons de 13 pouces (330 mm), une batterie intermédiaire de huit canons de 8 pouces (203 mm), une artillerie secondaire de quatre canons de 6 pouces (152 mm), 20 canons de 57 mm et six de 37 mm ainsi que six tubes lance-torpilles de 450 mm.
Les canons de 13 pouces (330 mm) avaient un calibre de 35 (rapport de la longueur du tube sur le diamètre du canon) et employaient de la poudre à canon. Cela leur permettait de tirer un projectile à 11 000 m avec une élévation de 15°. À 5 500 m, un obus pouvait percer 250-300 mm de blindage. Les quatre canons étaient montés en deux tourelles doubles situées au centre du navire à l'avant et à l'arrière. Les tourelles devaient initialement présenter un blindage incliné sur les côtés mais les contraintes d'espace rendirent cela impossible à moins d'utiliser des tourelles beaucoup plus larges ou de modifier leur conception comme cela fut fait pour la classe Illinois. Le franc-bord très bas rendait difficile l'utilisation de l'artillerie principale en cas de mauvais temps car le pont pouvait être inondé. De même, comme le navire manquait de contrepoids pour compenser la masse des affûts, ce dernier avait tendance à donner de la bande dans la direction visée par les canons. Cela réduisait l'élévation maximale (et donc la portée) à environ 5°, plaçait la ceinture principale sous l'eau d'un côté et exposait la portion de coque peu protégée de l'autre. La Marine envisagea en 1901 de remplacer les tourelles avec de nouveaux modèles mieux équilibrés employés sur les navires plus récents mais cela fut jugé trop coûteux du fait de l'obsolescence des navires. Des contrepoids furent ajoutés et permirent de résoudre partiellement le problème. Les mécanismes hydrauliques de rotation et de rechargement des tourelles de 203 mm furent remplacés par des systèmes électriques plus efficaces. Des nouveaux systèmes de visée furent ajoutés sur les USS Indiana  et Massachusetts de même que des nouveaux palans dans les tourelles pour accélérer la vitesse de rechargement mais les montures des canons ne parvinrent jamais à satisfaire toutes les attentes.

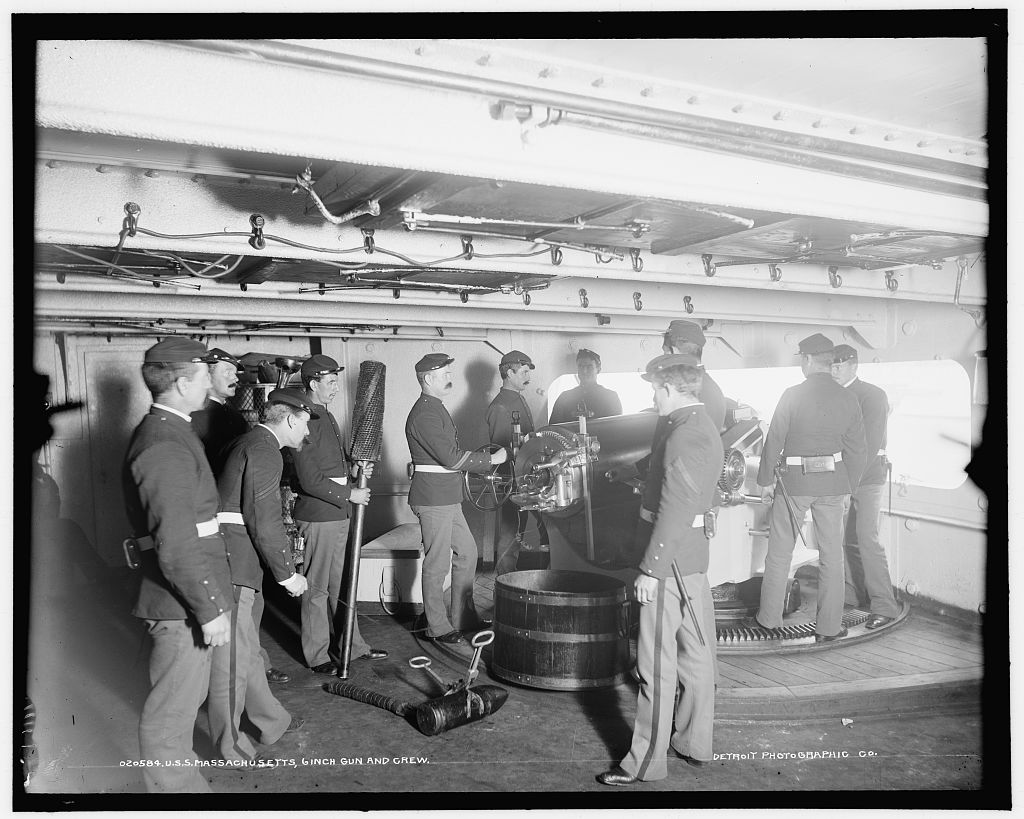
Un des canons de 152 mm de l'USS Massachusetts

Les huit canons de 8 pouces (203 mm) étaient disposés dans quatre tourelles doubles situées dans la superstructure. Leur arc de tir, important en théorie, était en réalité limité. Les canons adjacents et la superstructure pouvaient être endommagés par le souffle du tir si le canon était orienté dans leur direction, un problème également rencontré par les canons de 330 mm. Les canons de 6 pouces (152 mm) étaient montés dans deux casemates jumelles situées sur les flancs du navire au niveau du pont principal. Un canon de 57 mm se trouvait entre elles. Les autres canons de ce calibre étaient situés sur la superstructure et les ponts supérieurs. Quatre des canons de 37 mm étaient placés dans des casemates à la poupe et à la proue du navire et chaque hune en possédait un. En 1908, tous les canons de 152 mm et une grande partie de ceux d'un calibre inférieur furent retirés pour compenser l'ajout des contrepoids dans les tourelles principales et parce que l'approvisionnement en munitions de ces canons était jugé problématique. Un an plus tard, 12 canons de 3 pouces (76 mm) furent ajoutés sur la superstructure et les hunes.
Les sources sont contradictoires sur le nombre de tubes lance-torpilles présent sur les navires mais il est clair qu'ils se trouvaient dans le « pont-couchette » et débouchaient au-dessus de l'eau à l'avant et à l'arrière du navire et peut-être au milieu du navire. Situés trop près de la ligne de flottaison pour pouvoir être utilisés pendant le déplacement du navire et vulnérables aux tirs ennemis en cas d'ouverture, ils furent jugés inutiles et leur nombre fut rapidement réduit avant une suppression complète en 1908.

### Protection
À l'exception du blindage du pont, des tourelles de 203 mm et du château, constitué d'un acier conventionnel allié au nickel, la classe Indiana était protégée avec le nouvel acier Harvey (en). La principale protection du navire était sa ceinture principale épaisse de 406 mm située sur les deux tiers de la coque et s'étendant de 0,9 m au-dessus de la ligne de flottaison à 0,3 m au-dessous. Au-delà de ce point, l'épaisseur diminuait jusqu'à son extrémité 1,3 m sous la ligne de flottaison où la ceinture n'était plus que de 220 mm d'épaisseur. En dessous de la ceinture, le navire n'avait aucun blindage, seulement une double coque. De l'autre côté, la ceinture était reliée aux barbettes des canons principaux protégées par 360 mm de blindage. Dans les sections situées en dehors de la citadelle centrale, les compartiments étaient remplis de cellulose compressée. En cas de dégâts, l'expansion de la cellulose devait permettre de colmater la brèche. Le blindage du pont avait une épaisseur de 70 mm dans la citadelle et de 76 mm à l'extérieur. Le château creux était formé d'un blindage de 254 mm d'épaisseur. Les batteries de 330 mm étaient protégées par des plaques épaisses de 381 mm tandis que l'épaisseur de celles protégeant les canons de 203 mm était de 203 mm. Les casemates des canons de 152 mm mesuraient 127 mm d'épaisseur tandis que les canons d'un calibre inférieur étaient légèrement protégés,.

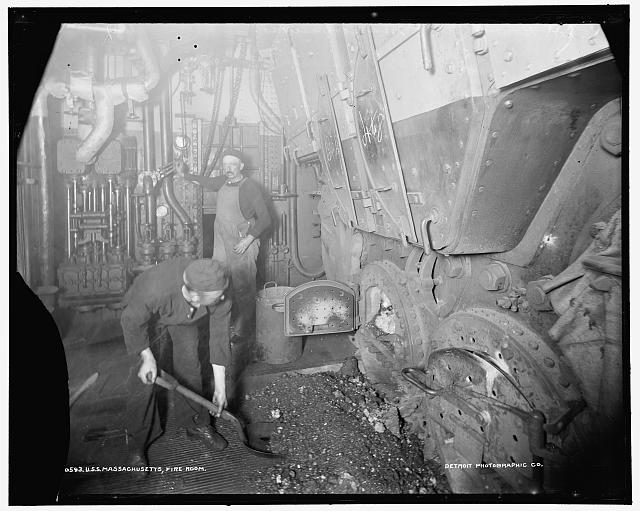
Chaudière de l'USS Massachusetts

Le placement de la ceinture principale était basée sur le tirant d'eau défini par la conception qui était de 8,2 m avec un chargement normal de 410 t de charbon. Sa capacité totale en charbon était de 1 600 t et lorsque celle-ci était atteinte la ceinture principale était complètement immergée. Au cours de leur service actif, en particulier durant la guerre contre l'Espagne, les navires étaient habituellement chargés au maximum ce qui rendait la ceinture principale presque inutile. Que cela ne fut pas envisagé dans la conception scandalisa le comité Walker chargé de l'évaluation de tous les navires de guerre américains en 1896 et de la conception de la nouvelle classe Illinois. Le comité imposa ainsi que la conception soit réalisée en prenant en compte un chargement en charbon et en munitions des futurs navires aux deux tiers du maximum afin de prévenir des problèmes similaires dans les nouveaux navires.

### Propulsion
Deux machines à vapeur à triple expansion alimentées par quatre chaudières Scotch entraînaient deux hélices tandis que deux autres chaudières fournissaient de la vapeur pour les machineries auxiliaires. Les machines étaient conçues pour fournir 9 000 chevaux-vapeur (6,7 MW) ce qui permettait au navire d'atteindre les 15 nœuds (27,8 km/h). Durant les essais en mer, qui furent réalisés avec un chargement limité en charbon et en munitions, il fut remarqué que la puissance développée et la vitesse maximale dépassait les valeurs prévues et qu'il existait des variations significatives entre les trois navires. Les machines de l'USS Indiana développaient 9 700 chevaux-vapeur et permettaient au navire d'atteindre les 15,6 nœuds (28,9 km/h). L'USS Massachusetts avait une vitesse maximale de 16,2 nœuds (30 km/h) avec 10 400 chevaux-vapeur tandis que l'USS Oregon atteignit les 16,8 nœuds (31,1 km/h) avec 11 000 chevaux-vapeur. Huit chaudières Babcock & Wilcox, comprenant quatre surchauffeurs furent installés sur l'USS Indiana en 1904 de même que sur l'USS Massachusetts en 1907 pour remplacer les chaudières Scotch obsolètes.

## Navires
| Nom               | Coque | Constructeur           | Pose de la quille | Lancement       | Mise en service  | Fin                                                              |
| ----------------- | ----- | ---------------------- | ----------------- | --------------- | ---------------- | ---------------------------------------------------------------- |
| USS Indiana       | BB-1  | William Cramp and Sons | 7 mai 1891        | 28 février 1893 | 20 novembre 1895 | Coulé lors d'essais d'explosifs ; carcasse démolie en 1924       |
| USS Massachusetts | BB-2  | William Cramp and Sons | 25 juin 1891      | 10 juin 1893    | 10 juin 1896     | Coulé lors d'essais d'artillerie ; à présent un récif artificiel |
| USS Oregon        | BB-3  | Union Iron Works       | 19 novembre 1891  | 26 octobre 1893 | 16 juillet 1896  | Initialement préservé en tant que navire musée ; démoli en 1956  |

À l'occasion de l'Exposition universelle de 1893 à Chicago, un modèle grandeur nature d'un navire de la classe Indiana appelé "cuirassé Illinois (en)", d'après le nom de l'État où elle se déroulait, fut construit. Les flancs du "navire", posés sur des piquets dans le lac Michigan, étaient en briques recouvertes de plâtre. La superstructure, les tourelles et les canons étaient faits de bois peint et l'ensemble des pièces d'un véritable navire furent reconstituées pour que les visiteurs puissent imaginer la vie à bord d'un cuirassé.

### USSIndiana(BB-1)

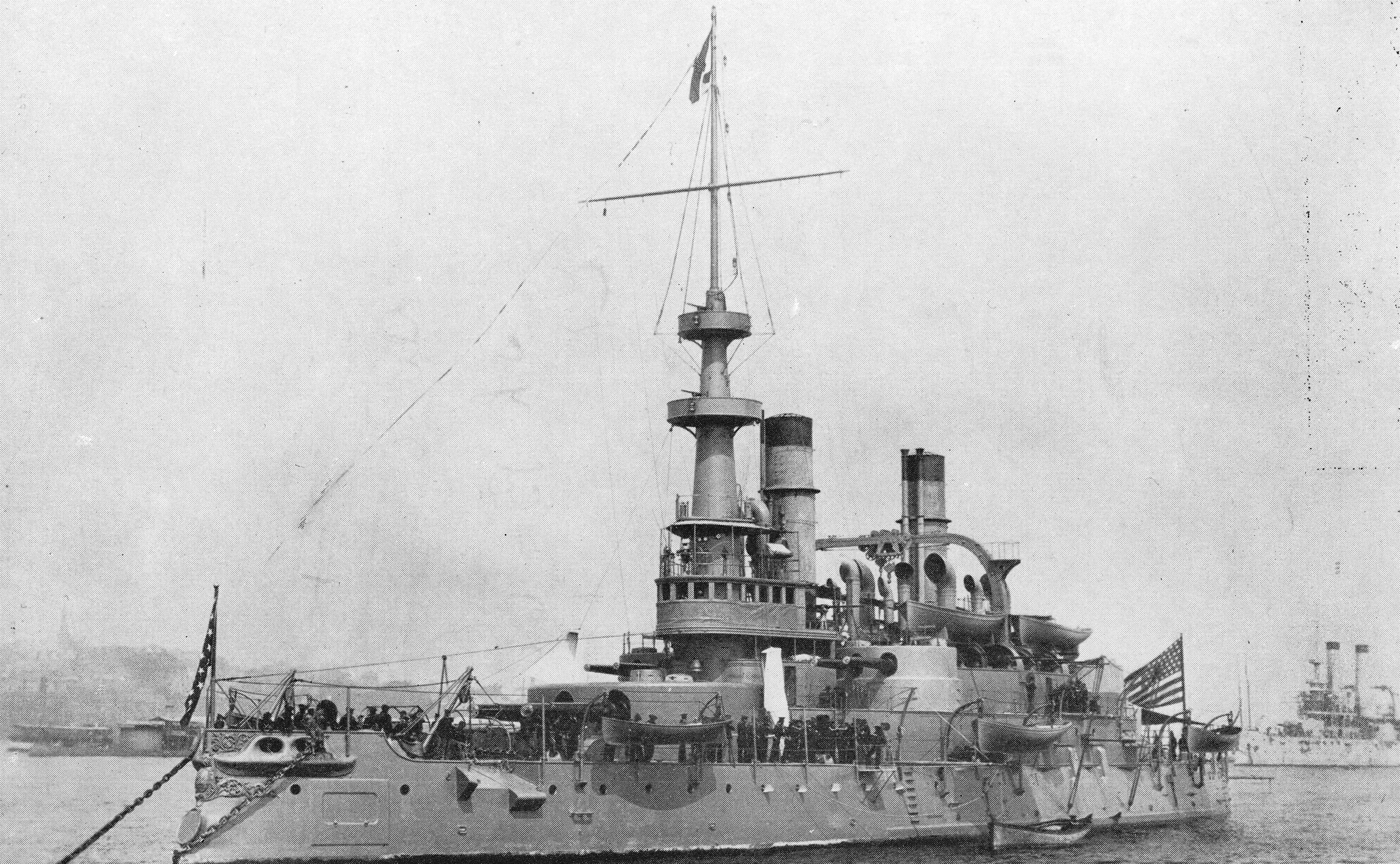
L'USS Indiana après la Guerre hispano-américaine. Le navire à l'arrière-plan est l'.

Mis en service en 1895, l'USS Indiana ne participa à aucun événement notable jusqu'au déclenchement de la guerre hispano-américaine en 1898 lorsque le navire entra au sein de l'escadre de l'Atlantique Nord commandée par le contre-amiral William T. Sampson. L'escadre appareilla pour le port espagnol de San Juan dans une tentative pour intercepter la flotte de l'amiral Pascual Cervera y Topete qui quittait les Caraïbes pour l'Espagne. Le port était vide mais l'USS Indiana et le reste des navires américains le bombardèrent durant deux heures avant de réaliser leur méprise. Trois semaines plus tard, ils apprirent que le Flying Squadron du commodore Winfield S. Schley avait repéré Cervera et que ce dernier était bloqué dans le port de Santiago de Cuba. Sampson rejoignit Schley deux jours plus tard et assuma le commandement. La situation de Cervera était désespérée et il tenta de forcer le blocus le 3 juillet 1898. L'USS Indiana ne participa pas à la poursuite des rapides croiseurs espagnols du fait de son positionnement à l'extrême est du dispositif du blocus et de sa faible vitesse liée à des problèmes mécaniques mais il était près de l'entrée du port lorsque les destroyers espagnols Plutón et Furor émergèrent. Avec le cuirassé USS Iowa et le yacht armé USS Gloucester, il ouvrit le feu et les navires espagnols peu protégés furent détruits.
Après la guerre, l'USS Indiana participa à des exercices avant d'être retiré du service en 1903. Le navire fut remis en service en janvier 1906 et servit de navire-école jusqu'à être retiré une nouvelle fois en 1914. En 1917, l'USS Indiana fut remis en service pour la troisième fois et servit de navire-école pour les artilleurs durant la Première Guerre mondiale. Il fut finalement désarmé le 31 janvier 1919 peu après avoir été renommé Coast Battleship Number 1 pour que le nom d'Indiana puisse être attribué à un futur navire de la classe South Dakota ; la construction de la classe fut cependant annulée en 1922 avant que les navires ne soient terminés. Il fut coulé dans des eaux peu profondes lors d'essais d'explosifs sous-marins et d'essais de bombardements aériens en novembre 1920. La carcasse fut démolie le 19 mars 1924.

### USSMassachusetts(BB-2)

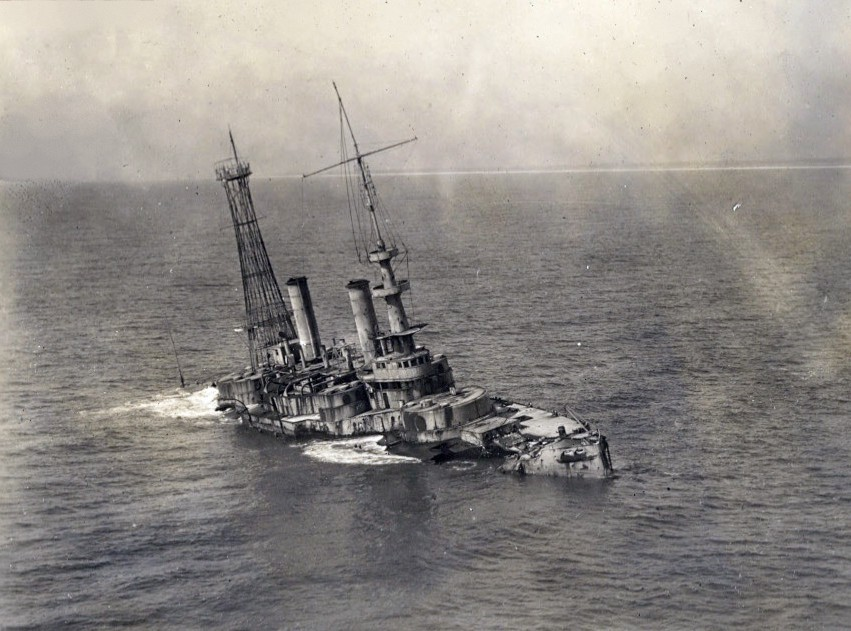
Sabordage de l'USS Massachusetts au large de Pensacola le 6 janvier 1921

Entre son entrée en service en 1896 et le déclenchement de la guerre hispano-américaine en 1898, l'USS Massachusetts mena des exercices d'entraînement au large de la côte Est des États-Unis. Durant la guerre, il fut affecté au Flying Squadron du commodore Winfield S. Schley. Ce dernier partit à la recherche de l'escadre espagnole de Cervera et la trouva dans le port de Santiago de Cuba. Le cuirassé participa au blocus de la ville jusqu'au 3 juillet mais ne participa à la bataille de Santiago de Cuba car il se rendait dans la baie de Guantánamo pour se ravitailler en charbon. Le jour suivant, le navire retourna à Santiago où, avec l'USS Texas, il ouvrit le feu sur le croiseur espagnol Mercedes qui fut sabordé par les Espagnols dans une tentative ratée pour bloquer l'entrée du port.
Durant les sept années suivantes, l'USS Massachusetts servit au sein de l'escadre de l'Atlantique Nord puis passa une année en tant que navire d'entraînement pour les marins de l'académie navale d'Annapolis jusqu'à son retrait du service en janvier 1906. En mai 1910, il fut remis en service en tant que navire-école avant d'être placé dans la flotte de réserve de l'Atlantique où il resta jusqu'à son retrait du service en mai 1914. L'USS Massachusetts fut remis en service en juin 1917 pour servir de navire-école pour les artilleurs durant la Première Guerre mondiale puis désarmé le 31 mars 1919 peu après avoir été renommé Coast Battleship Number 2 pour que le nom de Massachusetts puisse être attribué à un futur navire de la classe South Dakota. Le 6 janvier 1921, il fut sabordé au large de Pensacola en Floride et servit de cible pour l'artillerie du Fort Pickens. La marine tenta de vendre la carcasse mais aucun acheteur ne fut trouvé et en 1956 l'épave fut déclarée propriété de l'État de Floride. L'épave fait maintenant partie du Florida Underwater Archaeological Preserves et sert de récif artificiel.

### USSOregon(BB-3)
L'USS Oregon servit brièvement au sein de l'escadre du Pacifique avant de réaliser le contournement de l'Amérique du Sud pour rejoindre la côte Est en prévision de la guerre avec l'Espagne. Il quitta San Francisco le 19 mars et arriva dans le port de Jupiter en Floride le 24 mai après avoir fait plusieurs escales pour se ravitailler en charbon. Le voyage de 26 000 km fut réalisé en 66 jours, une durée remarquable pour l'époque. Le Dictionary of American Naval Fighting Ships décrivit les effets du voyage sur le public et le gouvernement américain ainsi : « d'un côté l'exploit démontra les nombreuses capacités d'un cuirassé dans toutes les conditions de mer et de vent. D'un autre côté, il balaya toute opposition à la construction du canal de Panama car il devenait évident que le pays ne pouvait pas se permettre de perdre deux mois pour envoyer un navire de guerre d'un océan à l'autre en cas d'urgence ». Après ce périple, l'USS Oregon rejoignit le blocus de Santiago de Cuba et prit part à l'affrontement où, avec le croiseur USS Brooklyn, il était le seul navire assez rapide pour pouvoir poursuivre le croiseur espagnol Cristóbal Colón qui se rendit. À cette époque, il reçut le surnom de « Bulldog de la Navy », probablement du fait de sa haute vague d'étrave ce qui était appelé « avoir un os dans les dents » dans l'argot nautique et de sa persévérance lors du périple autour de l'Amérique du Sud et pendant la bataille de Santiago de Cuba.

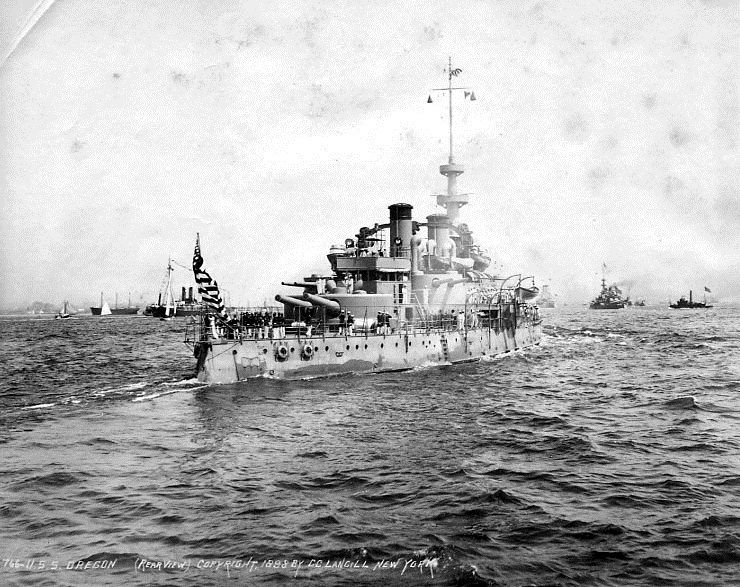
L'USS Oregon à New York durant une revue militaire après la victoire sur l'Espagne.

Après la guerre, l'USS Oregon fut rééquipé à New York avant d'être renvoyé dans le Pacifique ou il servit de navire-amiral pendant deux ans. Il participa à la guerre américano-philippine et passa un an en Chine à Wusong près de Shanghai lors de la révolte des Boxers jusqu'en mai 1901 quand il fut rappelé aux États-Unis pour être modernisé. En mars 1903, l'USS Oregon retourna dans les eaux asiatiques et le navire resta en Extrême-Orient avant d'être retiré du service en avril 1906. L'USS Oregon fut remis en service en août 1911 mais fut placé en réserve en 1914. Le 2 janvier 1915 le navire se rendit à San Francisco pour l'Exposition universelle. Il fut replacé au sein du service actif en avril 1917 lors de l'entrée en guerre des États-Unis dans la Première Guerre mondiale. L'USS Oregon servit d'escorteur pour les transports de troupes lors de l'intervention américaine en Sibérie. En juin 1919, il fut retiré mais fut temporairement remis en service actif un mois plus tard à l'occasion de la revue militaire du président Woodrow Wilson à l'arrivée de la Flotte du Pacifique à Seattle. Il fut finalement retiré du service en octobre 1919 et à la suite du traité de Washington de 1922, l'USS Oregon fut déclaré « inapte au service militaire » en janvier 1924. En juin 1925, il fut prêté à l'État de l'Oregon où il devint un navire-musée à Portland.
En février 1941, l'USS Oregon fut renommé IX-22. Lors du déclenchement de la Seconde Guerre mondiale il fut décidé qu'il valait plus en tant que ferraille que comme navire-musée et il fut vendu. Sa coque dépouillée fut par la suite utilisée pour transporter des munitions lors de la bataille de Guam en 1944. La coque resta sur place durant plusieurs années mais en novembre 1948, elle brisa ses amarres lors d'un typhon et dériva en mer. Elle fut repérée à 700 km au sud-est de Guam et fut remorquée. La carcasse fut vendue le 15 mars 1956 et démantelée au Japon.